# Ute Burmeister
Ute Burmeister (26 de abril de 1971) es una deportista alemana que compitió en judo. Ganó una medalla de bronce en el Campeonato Europeo de Judo de 1995 en la categoría de –66 kg.

## Palmarés internacional
| Campeonato Europeo | Campeonato Europeo       | Campeonato Europeo | Campeonato Europeo |
| Año                | Lugar                    | Medalla            | Categoría          |
| ------------------ | ------------------------ | ------------------ | ------------------ |
| 1995               | Birmingham (Reino Unido) | Medalla de bronce  | –66 kg             |